# Спейсли, Джон
Джон Спейсли (англ. John Spacely) — американский актер, музыкант и гражданский активист, являлся одних из самых известных динамичных и активных представителей ночной жизни Нью-Йорка в середине 1980-х. История его жизни была запечатлена в двух документальных фильмах режиссёра Леха Ковальского, «История наркомана» и «Рожденный проиграть: последний фильм рок-н-ролл» ставшими впоследствии культовыми в среде андеграунда. Впоследствии Спейсли продолжил свою актерскую карьеру, снявшись ещё в нескольких фильмах. Будучи наркозависимым, в последние годы жизни Джон Спейсли занял позицию направленную на борьбу с наркоманией и стал одним из первых активистов, выступающих за применение ибогаина в качестве инновационного средства для лечения героиновой наркозависимости.

## Биография
Джон Гилберт Олджин, более известный как Джон Спейсли родился в Лос-Анджелесе, штат Калифорния. Его отец ушёл из семьи когда Джон был ребёнком, вследствие чего Джон воспитывался в основном матерью. Помимо Джона в семье было ещё двое детей. Детство и юность Джона прошли в районе Лос-Анджелеса Венис Бич. Посещал школу Santa Monica High School. В середине 1960-х Спейсли увлекся философией хиппи и стал принимать и распространять марихуану, за что в середине 1960-х был исключен из школы. После исключения из школы Спейсли некоторое время перебивался случайными заработками. В конце 1960-х Джон переехал в Сан-Франциско, где остановился в районе Хейт-Эшбери, ставший к тому времени центром движения хиппи. Начиная с этого периода Джон отказался от своей родной фамилии и в качестве имени стал использовать псевдоним «Джон Спейсли». Во время этого периода Джон познакомился с девушкой, которая впоследствии стала его женой. Однако в соответствии с принципами преобладающими в субкультуре хиппи, пара продолжала вести саморазрушительный образ жизни и экспериментировать с психоактивными веществами, вследствие чего жена Спейсли вскоре умерла от передозировки наркотических веществ. После смерти жены Джон впал в депрессию, покинул Сан-Франциско и вернулся обратно в Лос-Анджелес. Джон стал проводить много времени на бульваре Сансет, являющимся центром ночной жизни Лос-Анджелеса. Спейсли стал завсегдатаем таких ночных и рок-клубов как Whisky a Go Go, The Starwood, The Rainbow, где завел множество знакомых в творческой среде исполнителей различных направлений рок-музыки и стал заниматься музыкой. В это время Спейсли был известен как мелкий дилер наркотической и алкогольной продукции, которыми снабжал свое окружение. В 1977-м году Джон Спейсли переехал в Нью-Йорк, где остановился в районе Алфабет-Сити. Спейсли получил работу в американском журнале Панк, который был первым в мире изданием, рассказывающем о CBGB-сцене. Термин «панк-рок», употреблявшийся издателями по отношению к музыкантам вроде The Stooges, New York Dolls, MC5 и Ramones, впоследствии стал общеупотребительным. Спейсли пользуясь служебным положением, стал много времени проводить в музыкальном лубе CBGB. Завсегдатаями клуба были заметные фигуры из мира искусства (Энди Уорхол, Малькольм Макларен, Уильям Берроуз) и андеграундные музыканты, вроде Sex Pistols, Игги Поп, Лу Рид, Патти Смит и Blondie, благодаря чему Спейсли вскоре завел множество знакомств и стал популярной личностью, близким другом Спейсли стал Сид Вишес. Однако экономический кризис 1970-х и расцвет наркоторговли в США стали причиной того, что в начале 1980-х Джон Спейсли впал в тяжелую наркозависимость, вследствие чего потерял работу и стал иметь материальные трудности. Несмотря на это, Спейсли продолжал пользоваться огромной популярностью среди андеграундных музыкантов и художников Нью-Йорка, среди его друзей того времени числились такие знаменитости как Кит Ричардс,Вилли Девиль, Джоуи Рамон и музыканты глэм-рок группы «New York Dolls», гитарист которой Джонни Сандерс впоследствии стал близким другом Спейсли...

## Карьера в кино
В 1982 году Джону Спейсли было предложено сыграть главную роль в фильме «Гринго: история героинщика». В фильме Спейсли сыграл самого себя в главной роли и рассказывает зрителю историю своего морального разложения. В фильме «История героинщика» была широко изображена жизнь маргинальных слоев общества Нью-Йорка, преимущественно проживающих в районе Нижнего Манхэттена под названием Ист-Виллидж, ведущих криминальный образ жизни и страдающих наркозависимостью. Фильм был выпущен в 1985 году, для продвижения фильма режиссёр Лех Ковальски нанял местного художника Арта Гуэрра, чтобы нарисовать граффити с изображением Джона Спейсли на стороне одной из зданий, расположенного на площади Святого Марка в Ист-Виллидж. Граффити с изображением Спейсли стало местной достопримечательностью района вплоть до 2000 года, когда владелец здания решил перекрасить его стены. После выхода фильма Спейсли пытался продолжить актерскую карьеру, ему удалось сняться в фильмах «После работы» и «Сид и Нэнси», но его карьера была закончена в связи с проблемами со здоровьем. В конце 1980-х в крови Спейсли был обнаружен вирус ВИЧ. Последним фильмом с участием Джона стала ещё одна документальная драма «Рожденный проиграть: последний рок-н-ролльный фильм».

## Смерть
Джон Спейсли умер в 1993 году от осложнений СПИДа. После его смерти, история его жизни обросла легендами, а места где жил Спейсли и которые любил посещать стали впоследствии местными достопримечательностями района Ист-Виллидж и приобрели культовый статус среди поклонников различных течений андеграунда. Истории с участием Спейсли появлялись во многих книгах, посвященной Нью-йоркской уличной контр-культуре. Даже по прошествии десятилетий со дня смерти, Джон Спейсли считается культовым персонажем Нью-Йоркского андеграунда за его яркую индивидуальность и эпатажные выходки.